# Birac (Gironde)
Birac (gleichlautend auf Gaskognisch) ist eine französische Gemeinde mit 236 Einwohnern (Stand 1. Januar 2022) im Département Gironde in der Region Nouvelle-Aquitaine (vor 2016 Aquitaine). Die Gemeinde gehört zum Arrondissement Langon und zum Kanton Le Sud-Gironde. Die Einwohner werden Biracais genannt.

## Geografie
Birac liegt 58 Kilometer südöstlich von Bordeaux und etwa 22 Kilometer südsüdöstlich von Langon. Umgeben wird Birac von den Nachbargemeinden Gajac im Norden, Sendets im Osten und Nordosten, Lavazan im Osten und Südosten, Cudos im Süden und Südwesten, Sauviac im Westen und Südwesten sowie Saint-Côme im Westen und Nordwesten.

## Bevölkerungsentwicklung
| Jahr                       | 1962 | 1968 | 1975 | 1982 | 1990 | 1999 | 2006 | 2018 |
| Einwohner                  | 244  | 233  | 188  | 200  | 180  | 182  | 218  | 230  |
| Quellen: Cassini und INSEE |      |      |      |      |      |      |      |      |

## Sehenswürdigkeiten
- Kirche Saint-Laurent aus dem 12. Jahrhundert, Monument historique seit 2005
- Kapelle von Bijous
- Schloss Sauros aus dem 16. Jahrhundert
- Ruine des Schlosses von Les Casterasses aus dem 15. Jahrhundert

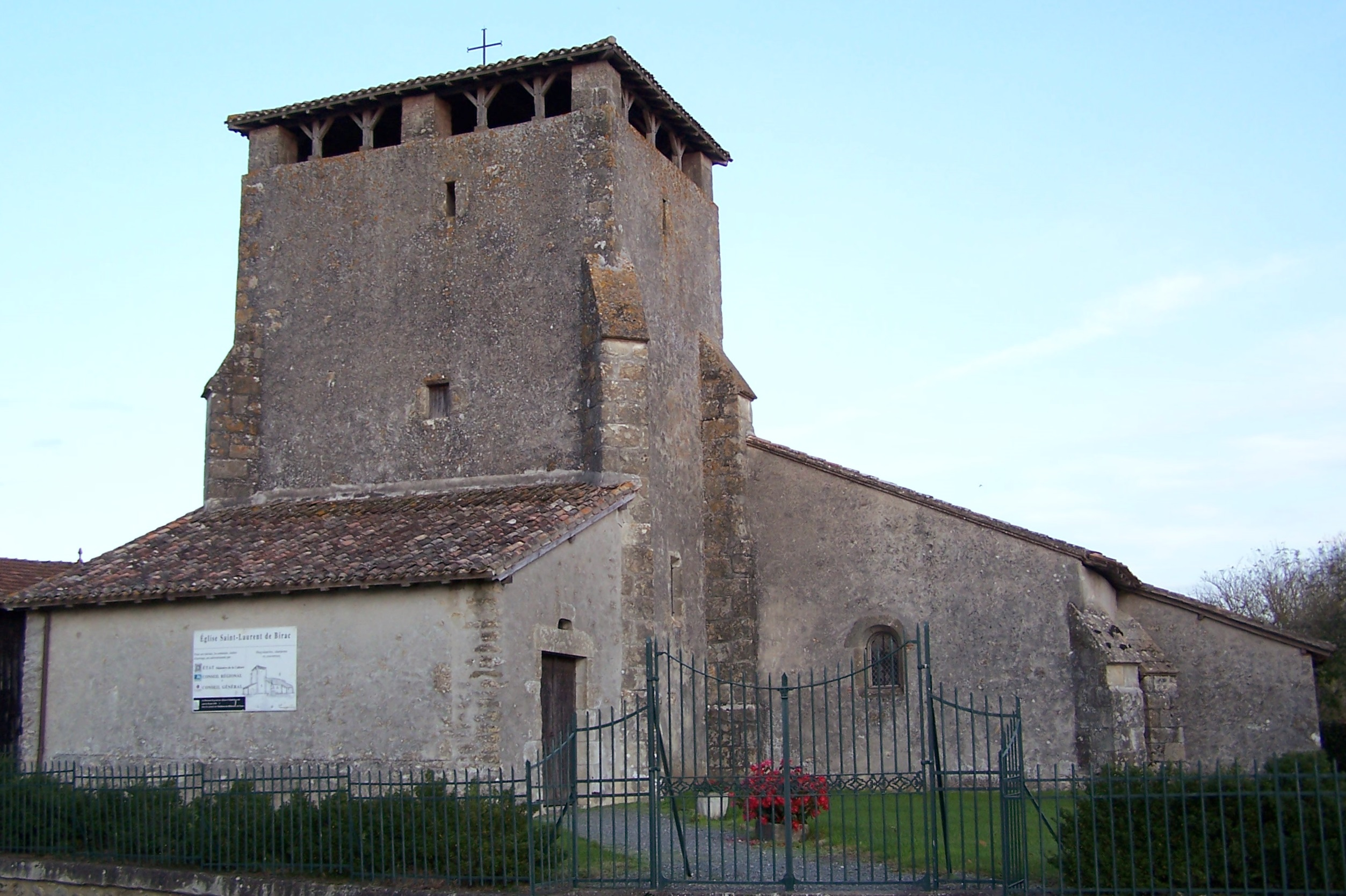
Kirche Saint-Laurent